# Manfred Rieger (Gewichtheber)

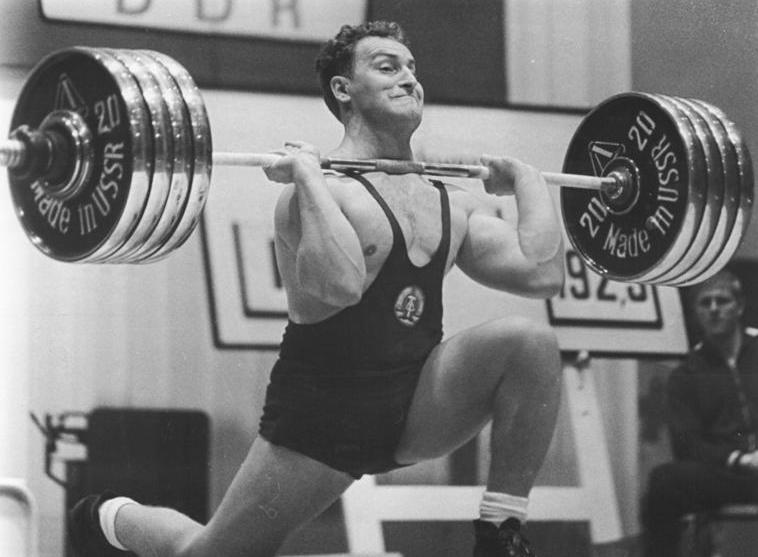
Manfred Rieger übertrifft im September 1967 als erster DDR-Heber die 500-Kilogramm-Marke im Dreikampf

Manfred Rieger (* 25. April 1941 in Zittau) ist ein ehemaliger deutscher Gewichtheber.

## Werdegang
Manfred Rieger war einer von drei Zittauer Gewichthebern, die Ende der 1950er-Jahre bei der BSG Motor Zittau unter Trainer Heinz Kahl mit dem Gewichtheben begannen und in wenigen Jahren den Sprung in die Weltelite schafften. Die beiden anderen waren Werner Dittrich und Karl Arnold. Manfred Rieger war der schwerste dieser Athleten. Er startete immer im Schwergewicht bzw. Superschwergewicht. In diesen Klassen war er mit einem Körpergewicht von ca. 115 kg wiederum immer einer der leichtetesten Heber.
Er wandte beim Reißen und Umsetzen die Ausfalltechnik an, umso beachtlicher waren seine Bestleistungen mit 575 kg im Dreikampf, 192,5 kg Drücken, 170 kg Reißen und 212,5 kg Stoßen. Erwiesenermaßen sind in der Hocktechnik, die in der heutigen Zeit ausnahmslos angewandt wird, etwas bessere Leitungen zu erzielen als mit dem Ausfall. Manfred Rieger erzielte als Junior im Jahre 1960 bereits 380 kg im olympischen Dreikampf, wurde 1962 mit 417,5 kg hinter Kurt Stemplinger aus Leipzig Vizemeister der DDR und errang erstmals 1963 den DDR-Meistertitel mit 442,5 kg, diesmal vor Stemplinger. 1964, 1968 und 1972 startete er bei den Olympischen Spielen. Nach den Spielen 1972 in München beendete er seine Karriere. In Gerd Bonk war ein leistungsstarker Nachfolger herangewachsen.

### Internationale Erfolge/Mehrkampf
(OS = Olympische Spiele, WM = Weltmeisterschaft, EM = Europameisterschaft, S = Schwer- bzw. Superschwergewicht)
- 1964, 11. Platz, OS in Tokio, S, mit 475 kg, Sieger: Leonid Schabotinski, UdSSR, 572,5 kg vor Juri Wlassow, UdSSR, 570 kg;
- 1966, 2. Platz, Baltic Cup, S, mit 485 kg, hinter Stanislaw Batischtschew, UdSSR, 510 kg und vor Günter Wu, BRD, 457,5 kg;
- 1966, 5. Platz (3. Platz) WM + EM in Berlin, S, mit 492,5 kg, hinter Schabotinski, 567,5 kg, Bob Bednarski, USA, 537,5 kg, Batischew, 530 kg und Boromaud, Iran, 502,5 kg;
- 1968, 3. Platz, EM in Leningrad, S, mit 525 kg, hinter Schabotinski, 570 kg, Serge Reding, Belgien, 527,5 kg und vor Kalevi Lahdenranta, Finnland, 515 kg;
- 1968, 4. Platz, OS in Mexiko-Stadt, S, mit 532,5 kg, hinter Schabotinski, 572,5 kg, Reding, 555 kg, Joe Dube, USA, 555 kg und vor Rudolf Mang, BRD, 525 kg;
- 1969, 3. Platz, Baltic Cup in Zinnowitz, S, mit 517,5 kg, hinter Batischtschew, 552,5 kg, Lahdenranta, 520 kg und vor Ove Johansson, Schweden, 517,5 kg;
- 1969, 4. Platz (3. Platz), WM + EM in Sofia, S, mit 537,5 kg, hinter Dube, 577,5 kg, Reding, 570 kg, Batischtschew, 570 kg und vor Mang, 535 kg;
- 1970, 3. Platz, Großer Preis der UdSSR in Minsk, S, mit 530 kg, hinter Wassili Alexejew, UdSSR, 600 kg und Batischtschew, 587,5 kg;
- 1970, 3. Platz, EM in Szombathely, S, mit 565 kg, hinter Alexejew, 612,5 kg, Lahdenranta, 577,5 kg und vor Johansson, 530 kg;
- 1970, 5. Platz, WM in Columbus/USA, S, mit 555 kg, hinter Alexejew, 612,5 kg, Reding, 590 kg, Lahdenranta, 577,5 kg und Dube, 577,5 kg;
- 1972, 5. Platz, OS in München, S mit 557,5 kg, hinter Alexejew, 640 kg, Mang, 610 kg, Gerd Bonk, DDR, 572,5 kg, und Leppa, Finnland, 572,5 kg

### Medaillen Einzeldisziplinen
(werden seit 1969 vergeben)
- WM-Bronzemedaille: 1970, Reißen, 165 kg
- EM-Silbermedaille: 1970, Drücken, 192,5 kg;
- EM-Bronzemedaillen: 1969, Stoßen, 205 kg – 1970, Reißen, 162,5 kg – 1970, Stoßen, 210 kg

### DDR-Meisterschaften
Manfred Rieger wurde siebenmal DDR-Meister im Mehrkampf und gewann von 1969 bis 1972 noch acht DDR-Meistertitel in den Einzeldisziplinen Drücken, Reißen und Stoßen.